# Trupanea tubulata
Trupanea tubulata är en tvåvingeart som beskrevs av Munro 1964. Trupanea tubulata ingår i släktet Trupanea och familjen borrflugor. Inga underarter finns listade i Catalogue of Life.